# 阿克法杜
36°38′N 4°36′E / 36.633°N 4.600°E

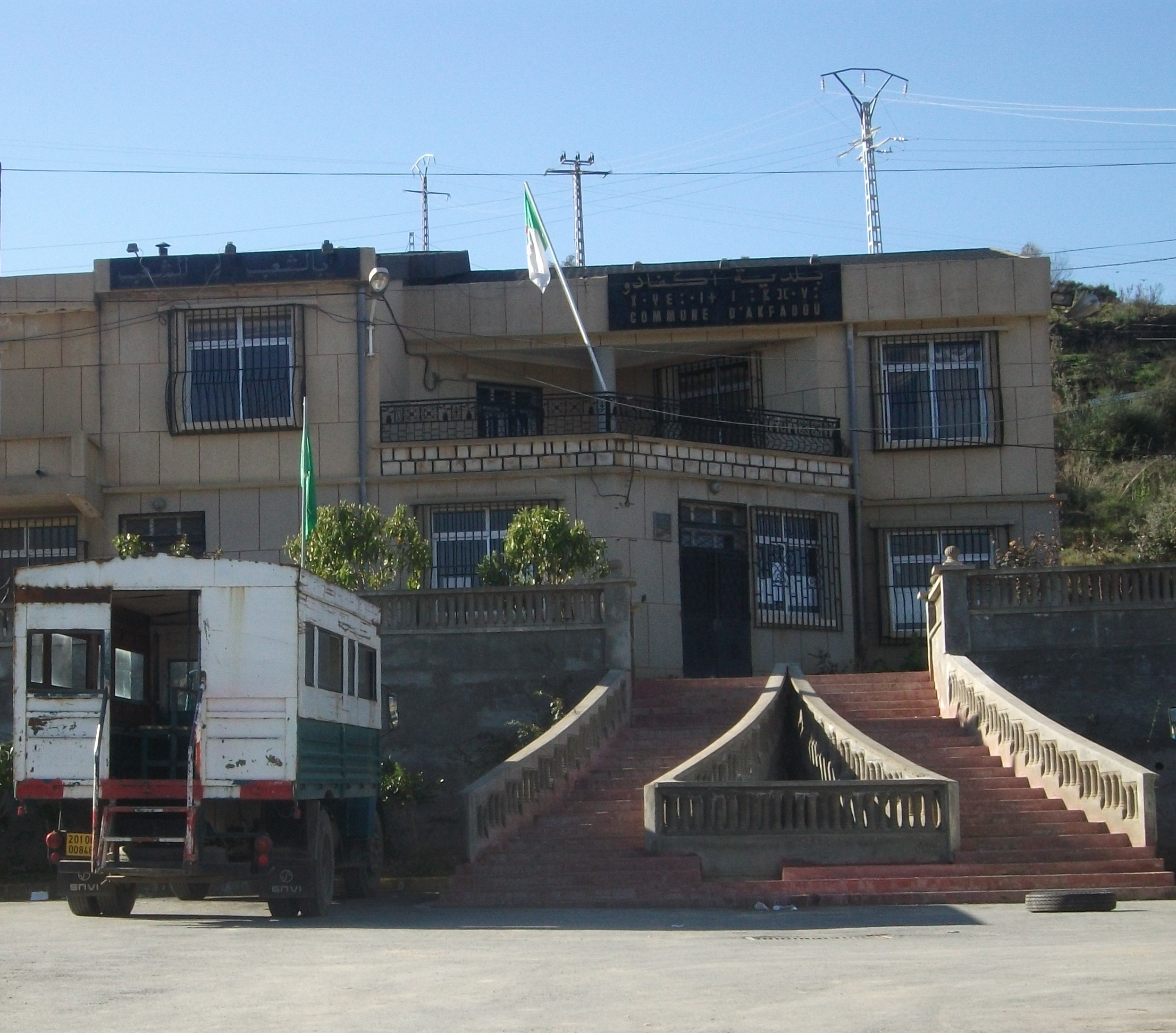

阿克法杜（阿拉伯语：‎），是阿爾及利亞的城鎮，位於該國北部貝賈亞省，由舍米尼區負責管轄，面積42平方公里，2008年人口7,358，人口密度每平方公里175人。